# Saint-Erblon (Ille-et-Vilaine)
Saint-Erblon település Franciaországban, Ille-et-Vilaine megyében. Lakosainak száma 3615 fő (2022. január 1.). Saint-Erblon Noyal-Châtillon-sur-Seiche, Bourgbarré, Orgères, Vern-sur-Seiche és Pont-Péan községekkel határos.

## Népesség
A település népessége az elmúlt években az alábbi módon változott:
| Lakosok száma | 2036 | 2803 | 1708 | 2475 | 2662 | 2879 | 3078 | 3311 | 3428 | 3615 |
|               | 1968 | 1982 | 1990 | 2006 | 2013 | 2015 | 2017 | 2019 | 2020 | 2022 |